# Nicolás del Hierro
Nicolás del Hierro Palomo (Piedrabuena, Ciudad Real, 2 de febrero de 1934-Madrid, 14 de enero de 2017) fue un escritor español.
A los veinte años emigró a Madrid. Empezó a escribir poesía en 1956. Fundó los pliegos poéticos Tolva y Al vent. Colaboró en prensa (La Hora de Castilla-La Mancha, Luces y Sombras, Lanza, de Ciudad Real y El Día de Toledo) y ejerció la crítica literaria en la revista Valor de la Palabra.
Cofundó la Asociación de Escritores de Castilla-La Mancha, de la que fue vicepresidente. Desempeñó este mismo cargo en la Asociación Castellano-Manchega de Escritores de Turismo y en la Casa de Castilla-La Mancha en Madrid.
Obtuvo un centenar de premios de poesía, en su mayoría de ámbito autonómico, así como los premios de narrativa Ciudad Real (1984, ácc.), Carta Puebla (1986) y dos Huchas de Plata de relatos.
Su villa natal, Piedrabuena, creó el 17 de abril de 1997 un premio que lleva su nombre para galardonar un libro de versos. Además del mismo Hierro, han sido miembros del jurado Joaquín Benito de Lucas, Miguel Galanes, Pedro Antonio González Moreno, Matías Barchino, Beatriz Villacañas, José Luis Morales, Carmina Casala, Vicente Martín, Óscar Martín Centeno y Francisco Caro.
Obra poética
- Profecías de la guerra (Bilbao: Alrededor de la Mesa, 1962)
- Al borde casi (Zaragoza: Orejudín, 1965)
- Cuando pesan las nubes (Barcelona: Carabela, 1971)
- Este caer de rotos pájaros (Madrid: Niágara, 1979)
- Lejana presencia (Valdepeñas: Imprenta Municipal, 1984)
- Muchacha del Sur (Madrid: Área Gráfica, 1987) Premio Puerta de Bisagra de Toledo
- Toda la soledad es tuya (Ciudad Real: Biblioteca de Autores y Temas Manchegos, 1989) Antología 1962−1987
- Cobijo de la memoria (Valdepeñas: Grupo A7, 1995)
- Mariposas de asfalto (Talavera de la Reina, 1999) Accésit del Premio Rafael Morales
- Lectura de la niebla (Cuenca, 1999) Accésit del Premio Alfonso VIII
- El latir del tiempo (Piedrabuena: Amigos de Piedrabuena, 2004)
- con José Hierro: Antología de la poesía cósmica, (Ciudad de México: Frente de Afirmación Hispanista, 2004)
- Dolor de ausencia (Guadalajara: Llanura, 2005)
- Los rojos ríos de tus noches (Ciudad Real: Grupo Guadiana, 2005)
- El color de la tinta (Madrid: Vitruvio, 2012) Poesía 1962−2010
- Premonición de la esperanza (Campeche: Casa Maya de la Poesía, 2013)
- Esta luz que me habita (Ciudad Real: Biblioteca de Autores y Temas Manchegos, 2016)
- Nota quisiera ser de cuanto sueño (Ocaña: Lastura, 2016)
- Lecciones de la memoria (Ocaña: Lastura: 2018) Edición póstuma

Obra en prosa
- Fantasmas de un mundo cerrado (inédito)
- El temporal (Ciudad Real: Biblioteca de Autores y Temas Manchegos, 1984) Accésit del Premio Ciudad Real de Novela
- Nada, este es el mundo (Miguelturra, 1986) Premio Carta Puebla de Narración
- Ojos como la noche (Ciudad Real: Biblioteca de Autores y Temas Manchegos, 1997)
- con Juan Jiménez Ballesta: Historia de Piedrabuena (Piedrabuena: Ayuntamiento, 1998)
- Personaje sin nombre (Puertollano: Intuición, 2001)
- El oscuro mundo de una nuez (Madrid: Llanura, 2004) Premio de la Crítica de Castilla-La Mancha